# Karanbas
Karanbas –‬‭ król Makurii w Nubii w latach 1311-1316 i 1323-1324.
Karanbas był bratem poprzedniego władcy Ajaja. Jego pierwsze panowanie zostało przerwane przez Barszanbu, który był pierwszym władcą Nubii, który wyznawał islam. Karanbas próbował temu przeciwdziałać przedstawiając alternatywnego władcę. Jego poseł i siostrzeniec Kanz ad-Daula (1317, 1324-1333) był też muzułmaninem i za zgodą Egiptu obalił Barszanbu, lecz po jakimś czasie ekspedycja egipska przywróciła rządy Karanbasa w 1323 roku. Po odejściu mameluków Karanbas utracił ponownie władzę. 